# Gräfendorf
Gräfendorf er en kommune i Landkreis Main-Spessart i regierungsbezirk Unterfranken i den tyske delstat Bayern. Den er en del af Verwaltungsgemeinschaft Gemünden am Main.

## Geografi
Gräfendorf ligger ved floden Fränkische Saale i Region Würzburg i nærheden af Gemünden am Main.
I kommunen ligger ud over Gräfendorf, landsbyerne Michelau an der Saale, Schonderfeld, Weickersgrüben og Wolfsmünster.
Gräfendorf, og landsbyerne Wolfsmünster, Michelau og Weickersgrüben, ligger ved jernbanen Fränkische Saaletalbahn der går fra Gemünden over Bad Kissingen til Ebenhausen.